# マリインスキー宮殿

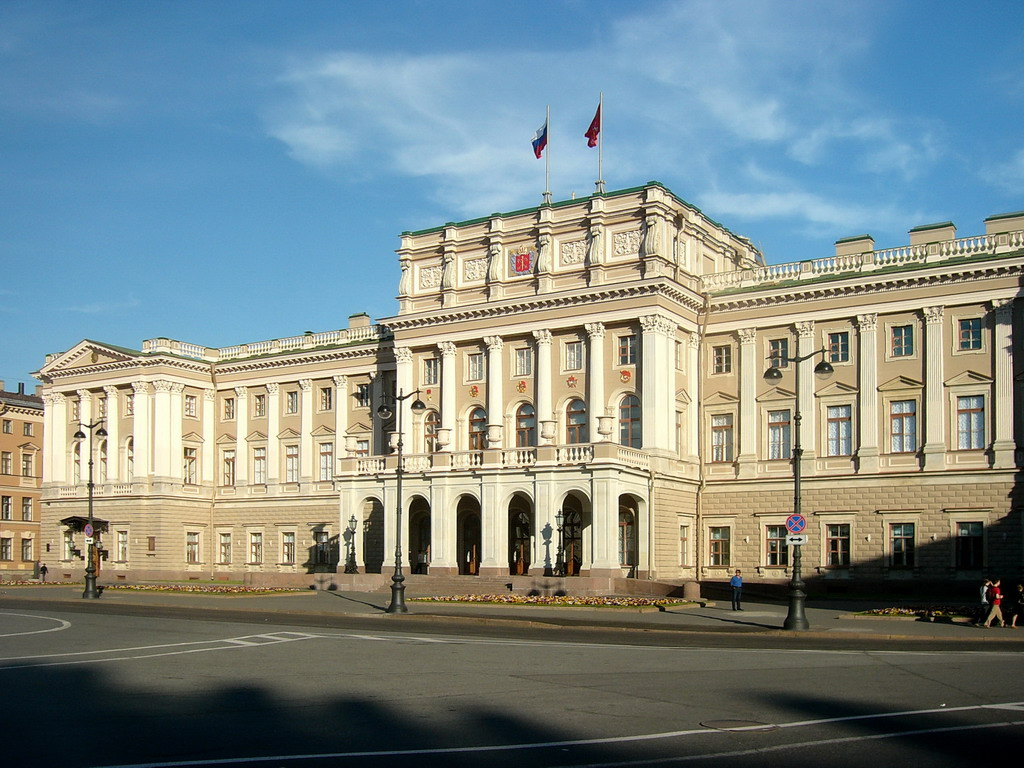
マリインスキー宮殿ファザード

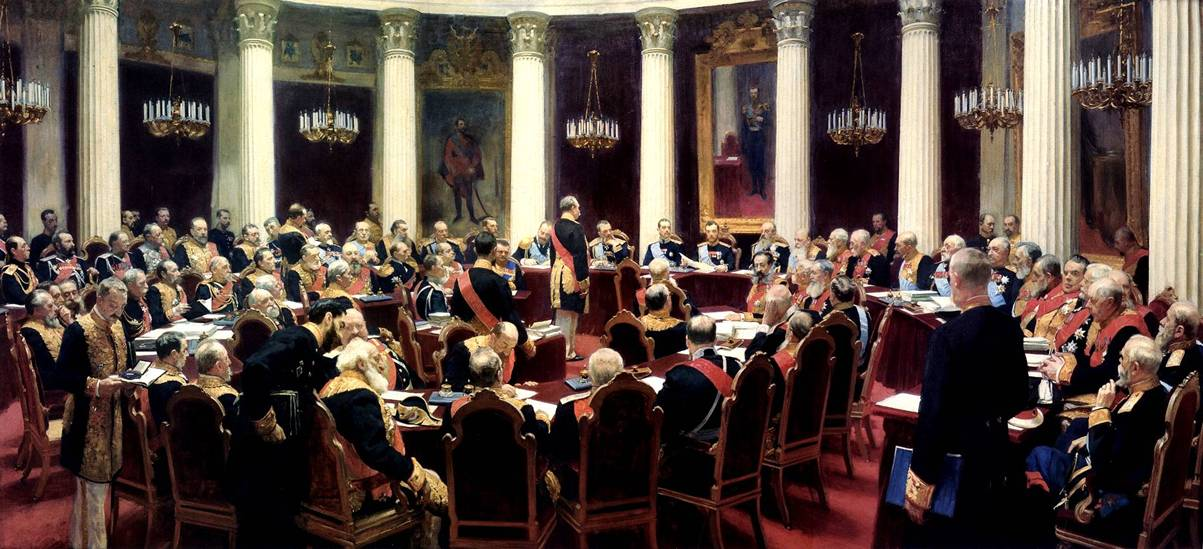
1901年5月5日国家評議会（イリヤ・レーピン画）

マリインスキー宮殿（ロシア語: Мариинcкий дворец マリイーンスキイ・ドヴァリェーツ；ラテン文字転写の例: Mariinskii dvorets；英語: Mariinsky Palace）は、ロシアの宮殿。「マリア（ロシア語ではマリーヤ）の宮殿」という意味で、マリア宮殿（英語: Marie Palace）とも訳される。1839年から1844年にかけてサンクトペテルブルクに造営された。設計者は宮廷建築家のアンドレイ・シタケンシネイデル（シュタッケンシュナイダー）で、ロシアにおける新古典主義様式で造営された最後の宮殿とされる。世界遺産のサンクトペテルブルク歴史地区と関連建造物群の構成の一つである。

## 概要

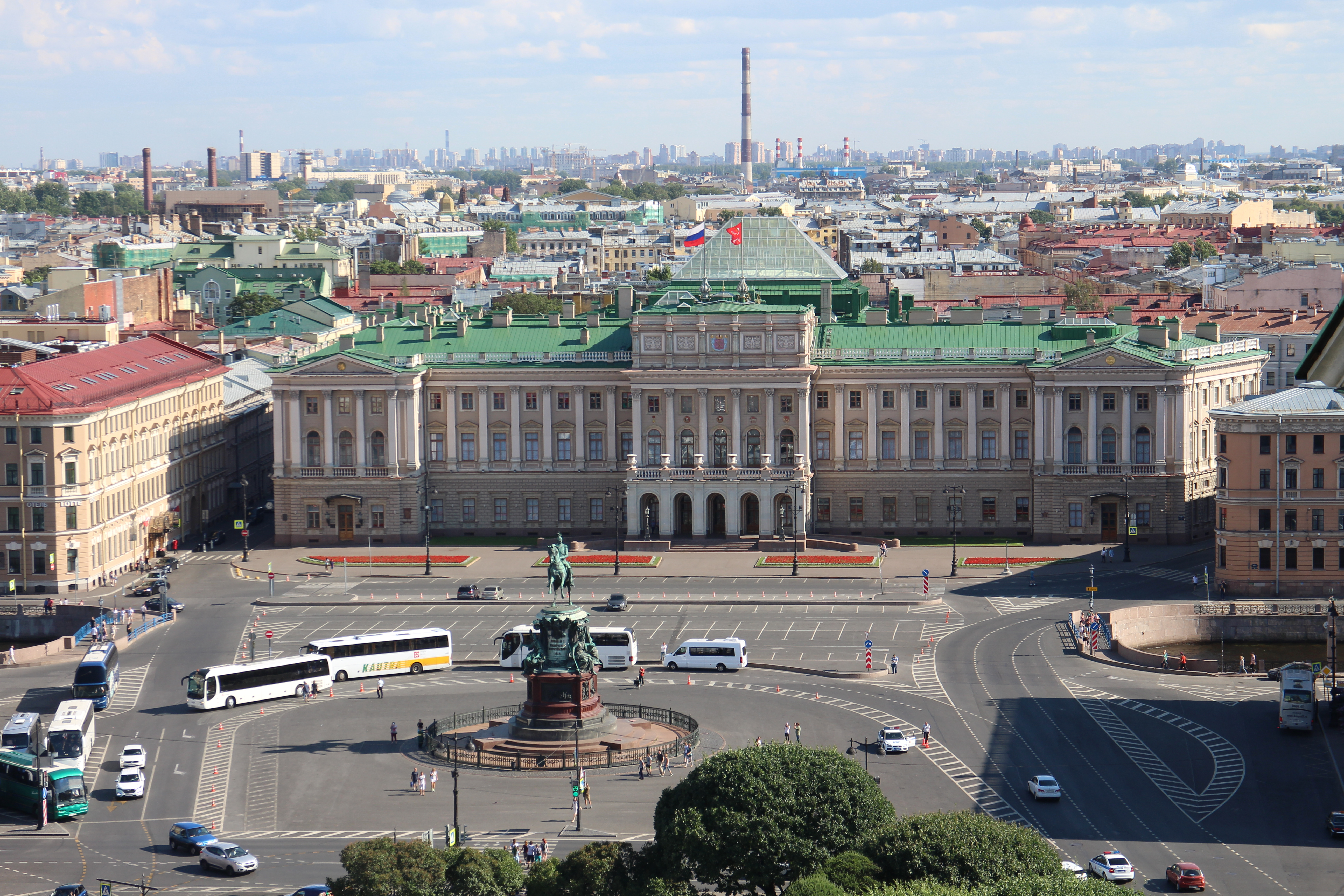
聖イサアク大聖堂からみた宮殿

マリインスキー宮殿はイサーク広場を挟んで、聖イサアク大聖堂の南にモイカ川の対岸にある。18世紀ザハール・チェルヌイショフによる設計では、大邸宅を含む計画で外国要人の宿泊する迎賓館として使用された。実際に宿泊した要人としては、フランスの王族コンデ公がいる。1825年から1839年には陸軍士官学校がおかれ、学生の中にはミハイル・レールモントフがいる。レールモントフは士官学校で2年間勉学に励んでいる。
シタケンシネイデル（シュタッケンシュナイダー）による宮殿は、皇帝ニコライ1世の第一皇女マリア・ニコラエヴナ大公女の結婚（婿は、ウジェーヌ・ド・ボアルネの末子、ロイヒテンベルク公マクシミリアン・ド・ボアルネ）に際し、贈り物として建造された。ファザードは赤褐色のコリント式オーダーを基調としながらも17世紀のフランス・バロックの影響、すなわち各室の設計は異なる歴史主義に基づき、外観にはルネサンス様式の影響が強い。
1884年ロシア帝国政府により管理される国家資産となり、国家評議会の議事堂や大臣会議が置かれた。大ホールは、1906年レオン・ベノアによって設計された。1902年4月2日には、内務大臣ドミトリー・シピャーギン暗殺の舞台となった。
1917年ロシア革命（二月革命）が勃発し、臨時政府はマリインスキー宮殿を国会議事堂とした。十月革命によってボリシェヴィキが政権を掌握した後は、ソビエト政権の行政機関や科学アカデミーの研究機関などが置かれた。マリインスキー宮殿が最も大きな被害を受けたのが第二次世界大戦である。独ソ戦が開始され、レニングラードはドイツ軍に包囲される（レニングラード包囲戦）。包囲戦の最中、宮殿は病院となり、ドイツ軍の集中砲火を浴びた。戦後、復旧され宮殿には、レニングラード州ソビエトが置かれた。
1991年からサンクトペテルブルク市議会が置かれている。
なお、旧ロシア帝国領内には同名の宮殿がいくつか存在している。

## 参考
- Belyakova Z.I. Mariinsky dvorets. SPb, 1996.
- Petrov G.F. Dvorets u Sinego mosta: Mariinsky dvorets v Sankt-Petersburge. SPb, 2001.